# 平成17年台風第15号
平成17年台風第15号（へいせい17ねんたいふうだい15ごう、アジア名：カーヌン〈Khanun、命名国：タイ、意味：パラミツ〉）は、2005年（平成17年）9月に発生し、日本に接近した台風である。

## 概要
- 2005年9月7日、午前9時にフィリピン近海で発生、時速約30キロで北北西に進路を取る[1]。
- 9月10日夜、沖縄県先島諸島に接近[1]。
- 9月11日、中国浙江省に上陸[2]。
- 9月13日、黄海上で温帯低気圧になる[1]。

## 被害
宮古島と石垣島で約1,800世帯が停電した。また、宮古島と池間島を結ぶ池間大橋と来間大橋が暴風雨に伴い閉鎖された。平良市（現・宮古島市）では最大瞬間風速47.5m/sを観測した。
中国の浙江省気象台は「重大気象災害預警応急預案」に基づき、同国で初めてとなる「中国首次重大気象災害II級」を発令した。

## その他
- 沖縄県の大神島、与那国島では、11日に予定されていた衆議院選挙の投票が、投票日を9日、10日にそれぞれ繰り上げて実施された[6][7]。